# Édouard Dujardin-Beaumetz
Édouard Dujardin-Beaumetz (12 août 1868 à Paris 6e - 26 octobre 1947 à Nantes) est un biologiste et médecin français, chef du laboratoire de la peste de l'Institut Pasteur de Paris de 1908 à 1940.

## Biographie
Son père est l'hygiéniste Georges Dujardin-Beaumetz (1833–1895), enseignant réputé et membre de l'Académie de médecine. Son oncle est Étienne Dujardin-Beaumetz (1852-1913) connu comme artiste-peintre et comme homme politique.
Il épouse Marie Joséphine Orly, fille d'un négociant nantais et belle-sœur par alliance d'Alfred Boiffin.

### Carrière
Étudiant en médecine, il entre en 1897 à l'Institut Pasteur de Paris, pour devenir préparateur auprès d'Émile Roux . En 1900, il soutient sa thèse de doctorat en médecine : Le microbe de la péripneumonie et sa culture.
En 1908, il est membre fondateur de la Société de pathologie exotique. La même année, il est nommé chef du laboratoire de la peste à l'Institut Pasteur, poste qu'il conserve jusqu'à sa retraite en 1940. 
Ce laboratoire a été créé après la découverte du bacille de la peste par Alexandre Yersin. Le bâtiment était à l'origine une animalerie, avec des salles d'opérations et des logements, que Dujardin-Beaumetz surnomme le « Plague Cottage ». Il y reçoit tous les spécialistes de la peste, de passage à Paris.
Durant la guerre de 1914-1918, comme la plupart des pastoriens, il doit interrompre ses recherches et se consacrer à la production de sérums et de vaccins au service de l'armée et des colonies.
Dans l'entre-deux-guerres, il reprend ses travaux sur la pleuropneumonie contagieuse bovine, la pseudotuberculose et la peste, tout en donnant des cours à l'Institut Pasteur et la Faculté de Médecine de Paris. En 1933, le service de la peste est transféré du « Plague Cottage » à un bâtiment proche dénommé « Pavillon Colonial ». 
Il prend sa retraite en 1940 pour s'établir à Nantes. Durant la Seconde Guerre mondiale, sa maison et une grande partie de ses biens et archives sont détruits lors des bombardements de Nantes. Malgré ce, il reste à Nantes et meurt dans cette ville, le 27 octobre 1947, à l'âge de 79 ans.

### Loisirs
Neveu d'Étienne Dujardin-Beaumetz, plusieurs fois sous-secrétaire d'État au ministère de l'Instruction publique et des Beaux-Arts, Édouard n'hésitait pas à quitter son laboratoire pour assister à l'inauguration d'une exposition artistique, ce qui agaçait Émile Roux qui menait une vie « quasi-monacale ». Après la mort de son oncle en 1913, il reste bienvenu dans le monde artistique en étant invité à tous les vernissages de Paris, jusqu'à son départ en 1940.
Il faisait collection de statues, gravures, et objets historiques sur le thème de la peste, collection qu'il laissa à ses successeurs à son poste : Georges Girard (1888-1985) puis Henri Mollaret (1923-2008). Cette collection est conservée au Musée des Applications de la Recherche de l'Institut Pasteur, à Marnes-la-Coquette.

## Travaux
En 1912, avec Ernest Mosny (1861–1918), il mène des expériences sur l'évolution de la peste bubonique chez des marmottes capturées dans les Alpes. Inoculées en hibernation, elles ne succombent à la peste qu'à leur réveil. Il s'agissait de vérifier l'hypothèse selon laquelle la peste pouvait passer l'hiver chez les rongeurs en hibernation. 
En 1920, il est confronté avec la peste des chiffonniers de Paris, lutte qu'il mène conjointement avec Édouard Joltrain, médecin-chef des épidémies à la Préfecture de Police de Paris,. Il publie à cette occasion deux articles, l'un relatant les faits, l'autre insistant sur le rôle pathogène des rats. 
En 1929, avec Alfred Boquet (1879–1947), il montre les  similitudes du bacille de la peste et du bacille de la pseudotuberculose des rongeurs , alors classés dans le genre Pasteurella. Il décrit en 1938 le premier cas français chez l'homme de pseudotuberculose. Ces travaux serviront plus tard de base à la création du genre Yersinia.

## Publications
- Étude bactériologique d'un microorganisme à la limite de la visibilité, le microbe de la péripneumonie et sa culture, Thèse de médecine, 1900.
- Transmission de la péripneumonie des bovidés aux espèces ovine et caprine,  Annales de l'Institut Pasteur, juin 1906.
- Sérothérapie et vaccination de la peste bubonique, dans la collection «  Bibliothèque thérapeutique » (1909-1929) de Gilbert et Carnot.